# Baros

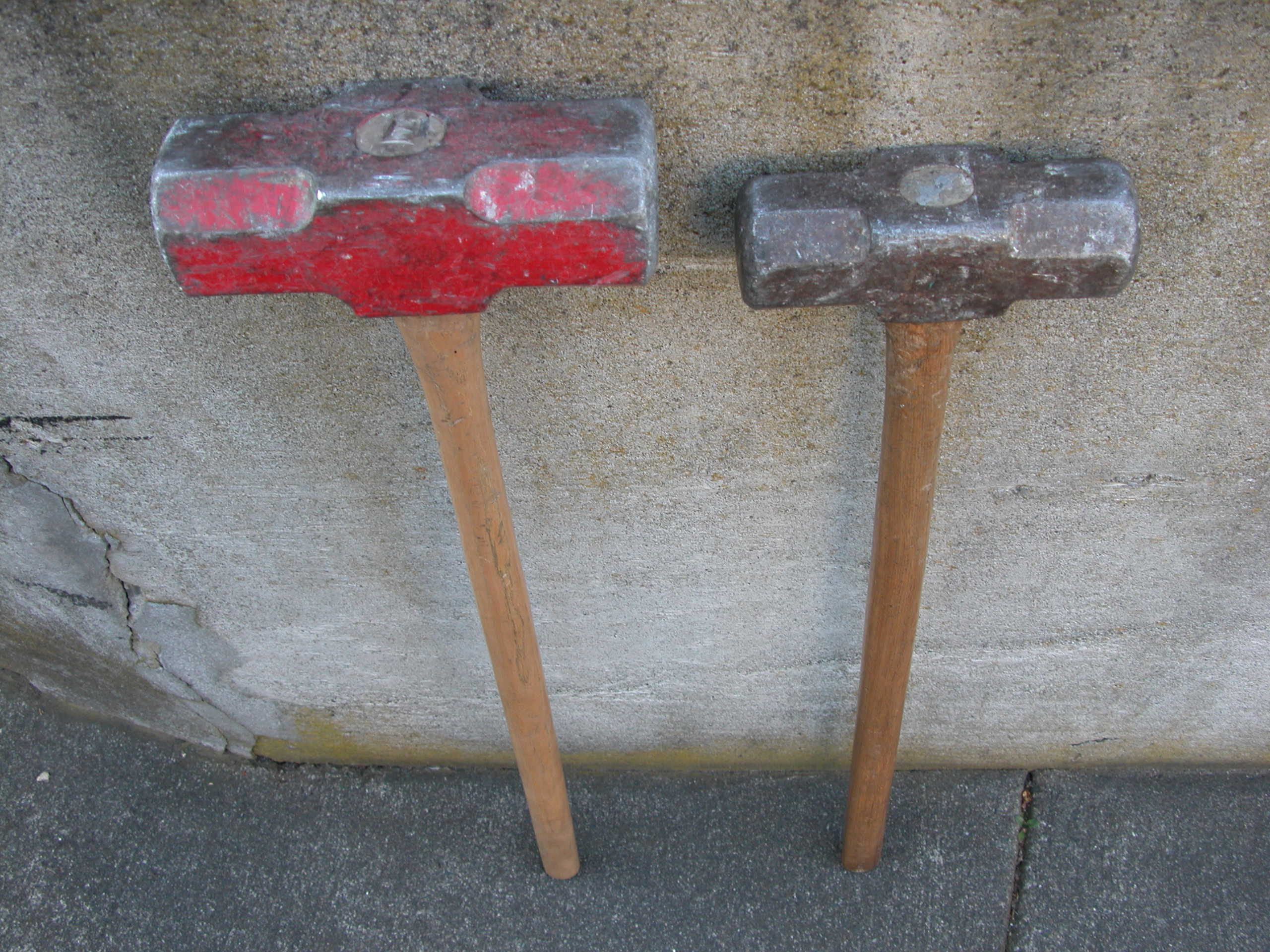
Baroase

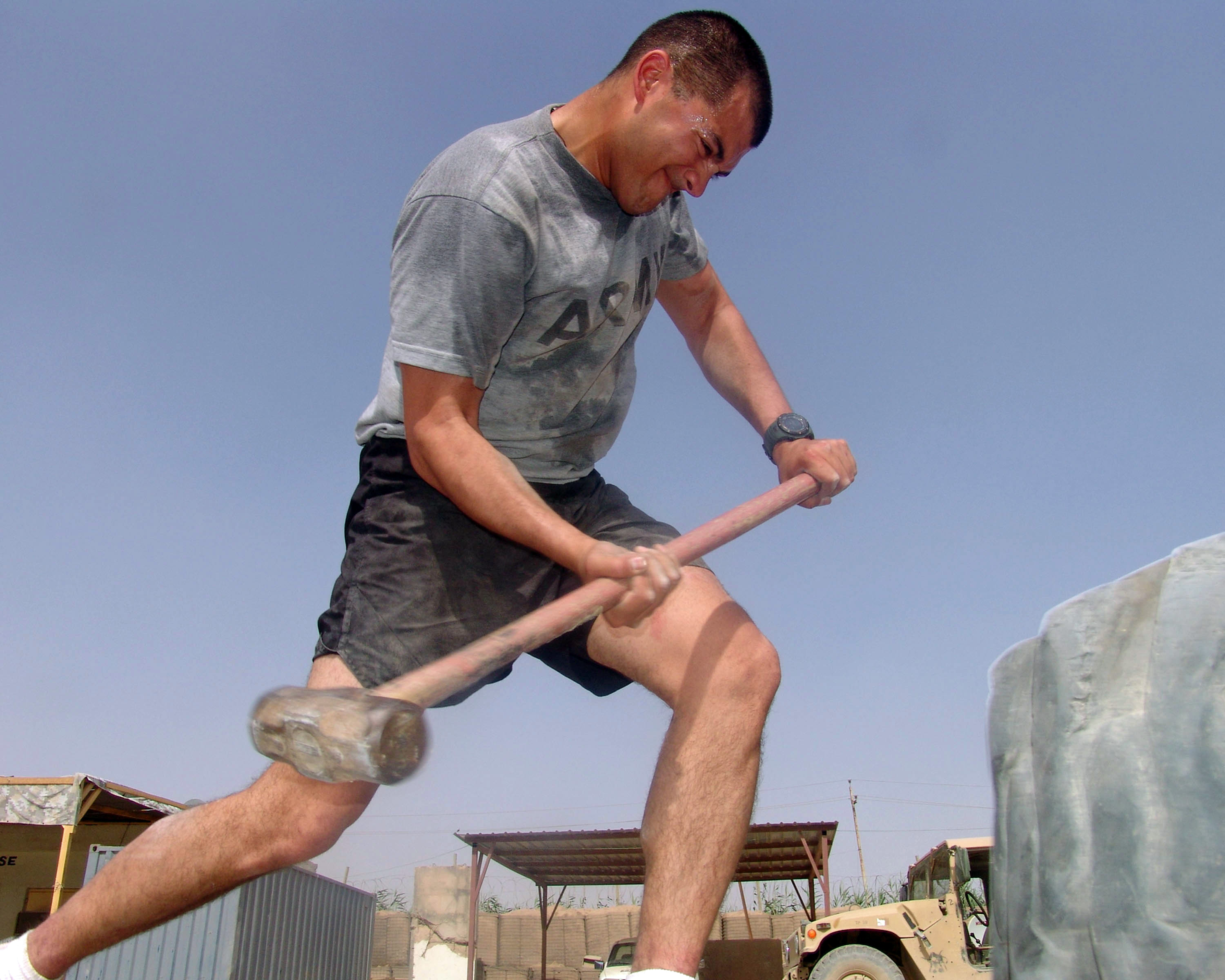
Aplicarea unei lovituri laterale cu barosul

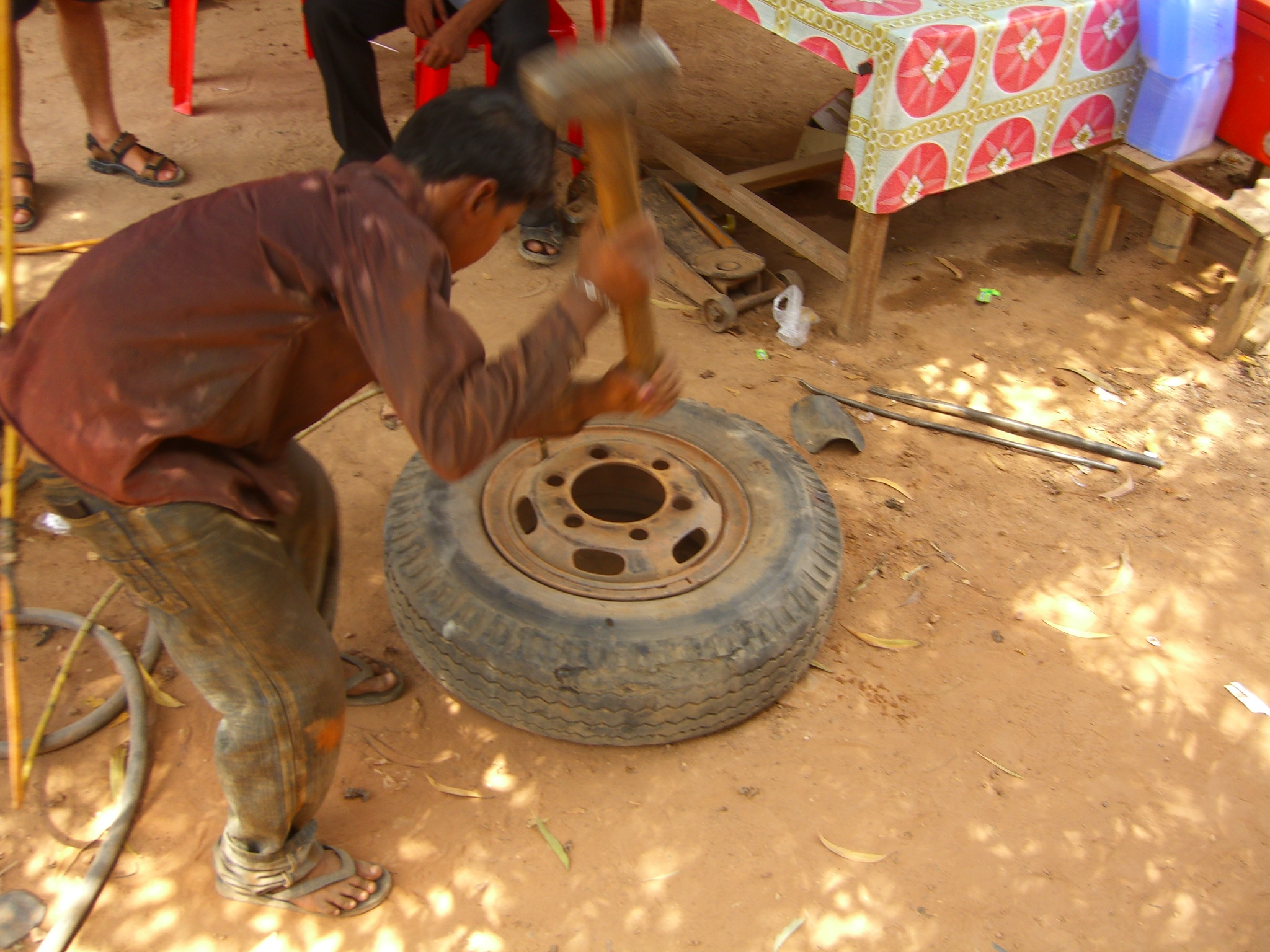
Utilizarea barosului la montarea anvelopei pe jantă

Barosul este o unealtă de lovire, care constă dintr-o coadă și un „cap” metalic de o anumită greutate. Barosul este destinat exclusiv aplicării loviturilor foarte puternice pentru prelucrarea materialelor, sau în lucrări de montare și demontare.
În fapt barosul este un ciocan foarte mare și foarte greu, utilizat la lucrările de construcție, fierărie, în minerit ș.a.